# Чаткови
Чаткови (пол. Czatkowy, нім. Schattkau) — село в Польщі, у гміні Тчев Тчевського повіту Поморського воєводства.
Населення — 349 осіб (2011).
У 1975-1998 роках село належало до Гданського воєводства.

## Демографія
Демографічна структура станом на 31 березня 2011 року:
|          | Загалом | Допрацездатний вік | Працездатний вік | Постпрацездатний вік |
| -------- | ------- | ------------------ | ---------------- | -------------------- |
| Чоловіки | 174     | 34                 | 125              | 15                   |
| Жінки    | 175     | 37                 | 114              | 24                   |
| Разом    | 349     | 71                 | 239              | 39                   |